# José Martínez Cervera
José Martínez Cervera, més conegut com a José (Barcelona, 10 de juny de 1983), és un exfutbolista català que jugava com a defensa.

## Trajectòria
Format en les categories inferiors del Girona FC, José Martínez va arribar a ser capità del conjunt gironí, ascendint des de Tercera Divisió fins a la Segona Divisió. La temporada 2010-11 coincideix amb el seu germà Ángel Martínez Cervera en el club gironí, cedit pel RCD Espanyol.
L'estiu de 2013, fitxa per l'Omonia de Nicòsia, de la primera divisió de Xipre.